# 夜明けまえ
「夜明けまえ」（よあけまえ）は、スガシカオの7枚目のシングル。1999年6月23日発売。

## 解説
- 12cmマキシシングルと8cmシングルの2種類が発売されている。

## 収録曲
（全作詞・作曲・編曲：スガシカオ）
1. 夜明けまえ
  - セイコー「LUKIA」CMソング
2. ココニイルコト
  - 日本ヘラルド配給映画『ココニイルコト』主題歌
  - SMAPへの提供曲。
3. SWEET BABY 〜Live performance in BUDOKAN〜
  - 12cmマキシシングルのみ収録。
4. 夜明けまえ（Backing Track）
  - 12cmマキシシングルのみ収録。

## 収録アルバム
- Sweet (#1)
- Sugarless (#2)
- ALL SINGLES BEST (#1)
- BEST HIT!! SUGA SHIKAO -1997〜2002- (#1)